# 홍은원
홍은원(洪恩遠, 1922년 9월 24일 ~ 1999년 1월 7일)은 대한민국의 여성 영화감독이다.
그녀는 대한민국 영화 역사상 첫 여성 영화감독 박남옥에 이어 대한민국 영화 역사상 두 번째 여성 영화감독으로 일컬어지는 영화감독이다.

## 주요 이력
- 1939년 시인으로 첫 등단
- 1939년 마루제 주식회사 서적부 부원
- 1940년 만주국 신징 음악단 성악부 부원(1945년 8월 퇴임)
- 1945년 서울중앙방송 합창단 단원(1945년 11월)
- 1946년 서울중앙방송 특채 성우(1946년 3월)
- 1946년 고려영화사 입사(1946년 12월)
- 1947년 뮤지컬배우 데뷔
- 1948년 영화 《죄 없는 죄인》의 조감독으로 영화 분야 정식 데뷔
- 1959년 영화 《유정무정》으로 영화 시나리오 각본가 데뷔
- 1960년 영화 《젊은 설계도》로 영화 각색가 데뷔
- 1962년 영화 《여판사》로 영화감독 데뷔

## 필모그래피

### 영화감독 작품
- 1962년 영화 《여판사》